# Ptinus vanhillei
Ptinus vanhillei is een keversoort uit de familie klopkevers (Ptinidae). De wetenschappelijke naam van de soort werd in 1947 gepubliceerd door Maurice Pic.